# Roestkeelbaardkoekoek
De roestkeelbaardkoekoek (Hypnelus ruficollis) is een vogel uit de familie Bucconidae (baardkoekoeken).

## Verspreiding en leefgebied
Deze soort komt voor in Colombia en Venezuela en telt vier ondersoorten:
- H. r. decolor: noordoostelijk Colombia en noordwestelijk Venezuela.
- H. r. ruficollis: noordelijk Colombia en westelijk Venezuela.
- H. r. striaticollis: noordwestelijk Venezuela.
- H. r. coloratus: westelijk Venezuela.

## Status
De grootte van de populatie is niet gekwantificeerd maar de soort wordt omschreven als algemeen. Op de Rode lijst van de IUCN heeft deze soort de status niet bedreigd.